# Трзин (община)
Община Трзин (словен. Občina Trzina) — одна з общин в центральній Словенії. Адміністративним центром і єдиним поселенням в общині є місто Трзин. Община розташована в центральній частині Словенії та є однією з найбільш густонаселених словенських общин. Трзин має досить розвинену інфраструктуру і ряд компаній, що займаються ремеслом, промисловістю та сферою послуг.

## Населення
У 2011 році в общині проживало 3841 осіб, 1885 чоловіків і 1956 жінок. Чисельність економічно активного населення (за місцем проживання), 1596 осіб. Середня щомісячна чиста заробітна плата одного працівника (EUR), 932,67 (в середньому по Словенії 987,39). У громаді 70 автомобілів на 100 жителів. Середній вік жителів склав 40,4 роки (в середньому по Словенії 41,8). 